# ムース (犬)
ムース（Moose, 1990年12月24日 - 2006年6月22日）は、アメリカで俳優活動を行っていたジャック・ラッセル・テリアである。シットコム『そりゃないぜ!? フレイジャー』におけるエディ役で知られる。

## 経歴

### 出生
ムースは1990年12月24日、フロリダ州ウィアーズデールにある農場の納屋で生まれた。その日生まれた4匹の子犬の中で一番大柄であったため、ムース（Moose, ヘラジカの意）と名付けられた。飼い主は全部の子犬を育てるつもりはなく、他の子犬は生後間もなく貰われていったが、ムースだけは農場に残った。ムースは無駄吠えがひどく、電話線を咬み切ったり、椅子に放尿したり、牛糞の中を転がりまわったりといたずらが絶えなかった。夫からもこの犬を飼い続けるなら離婚すると脅され、飼い主はムースをもてあましていた。一度は飼い主の友人がムースを気に入り、この女性が飼い始めたが、女性は数箇月で音を上げ、ムースは元の家に帰された。出入りの蹄鉄工に引き取られたこともあったが、今度は数日で帰されてきた。

### 俳優へ
ところが1992年、ムースは飼い主が勤めていた獣医を訪ねてきた動物プロダクションの調教師の目に留まり、このプロダクションに引き取られることになった。ムースのいたずら好きな性格も、俳優に育てるのであればむしろ有望な資質と評価されたのである。ムースが所属することになったBirds & Animals Unlimitedは、ユニバーサル・スタジオ・フロリダでショーに出演する動物の訓練に関わっており、ムースもこうした動物たちとともに育てられたが、ムース自身がショーに出演することはなかった。
1年ほどの訓練の後、ルイジアナ州宝くじのCMに出演し、これが最初の仕事となった。

### 『フレイジャー』出演
1993年、ムースはその年から始まるNBCのシットコム『そりゃないぜ!? フレイジャー』にエディ役で出演を決めた。エディは主人公のフレイジャーの父親が飼っている犬で、フレイジャーを無言で見つめて困惑させるという役どころであった。ムースは画面外から調教師の指示を受けながら、この演技をこなした。ムースの演技は人気を呼び、ときには人間の共演者より多くの手紙が視聴者から寄せられた。『エンターテインメント・ウィークリー』や『TVガイド』といった雑誌はムースを表紙で取り上げた。番組開始の翌年、フレイジャー役の演技でエミー賞を受賞したケルシー・グラマーは、受賞のスピーチの最後にムースの名を挙げ、賞をムースに捧げた。
『フレイジャー』の放送は翌シーズン以降も続き、ムースの人気も衰えることがなかった。1995年にはムースのカレンダーが発売され、航空機の移動ではファーストクラスの座席が提供された。1995年から放送された子供番組『夢みる小犬ウィッシュボーン』にもジャック・ラッセル・テリアが登場したこともあり、この犬種の認知が高まり、アメリカンケネルクラブでも犬種標準の制定が検討された。『フレイジャー』とは別に、ムースを主題とする映画も企画された。
有名犬となった後も、ムースのいたずら好きな性格は変わることがなく、脱走して調教師が探し回ったこともあった。

### 引退
『フレイジャー』の放送が長期化するとムースも高齢となり、代役の確保が必要となった。しかし体の色も模様も独特のムースに似た犬を見つけるのは困難であった。このためムースの子を代役にすることになり、ムースは何匹もの雌との間に子を儲けた。このうち、1996年生まれのエンゾ(Enzo)が代役に選ばれた。『フレイジャー』は動きの多い場面からエンゾが演じるようになり、ムースに似るようメイクを施されてエンゾが出演した。2000年の映画『マイ・ドッグ・スキップ』でも同様の配役がなされ、主人公の少年の飼い犬であるスキップ役は若い時期をエンゾが、老いてからをムースが演じている。2002年にはムースは完全に番組から引退し、番組自体も2004年に終了した。

### 晩年
ムースの引退後もエディ役の印象は残り、2003年にはアニマルプラネットが選んだ「50 Greatest TV Animals」で5位に選ばれた。フロリダでムースを育てた調教師は番組が終わればフロリダに戻ってくることを望んでいたが、ムースはその後もカリフォルニアに残り、『恋愛小説家』に出演したジルなど、他の俳優犬と一緒に暮らした。耳も遠くなり、2006年、老衰で死亡した。

## 出演作品

### 映画
映画への出演は少ない。1994年の映画『マスク』に出演しているという記述が一部で見られるが、この作品に出演しているジャック・ラッセル・テリアはマックス(Max)という名で、ムースとは別の犬である。また、1940年代に怪奇映画を中心に出演実績のあるムースという名の犬がいるが、この犬はジャーマン・シェパードであり、やはり別の犬である。
- マイ・ドッグ・スキップ

### ミュージック・ビデオ
- ストーン・テンプル・パイロッツ[48]
- クリント・ブラック[48]

### テレビ
- そりゃないぜ!? フレイジャー

### CM
- ロールドゴールド・プレッツェル[49]
- ケンタッキー・フライド・チキン[25]